# Rashidi Yekini
Rashidi Yekini (Kaduna, 23 d'octubre de 1963 - Ibadan, 4 de maig de 2012) fou un futbolista nigerià dels anys 1980 i 1990. Jugava a la posició de davanter.
Marcà 37 gols amb la selecció de futbol de Nigèria (a data 2007 n'és el màxim golejador), amb la qual participà en la Copa del Món de Futbol 1994 (on marcà el primer gol de la seva selecció en una fase final) i 1998. Fou campió africà el 1994 i participà en els Jocs Olímpics de Seül 1988. Fou el futbolista africà de l'any 1993. A nivell de clubs destacà al Vitória Setúbal portuguès, on jugà 5 temporades, tot i que jugà pel seu compte en sis altres països. Morí el 4 de maig de 2012 a Ibadan, als 48 anys, després d'una llarga malaltia, i fou enterrat a Ira, indret on residia, a l'estat de Kwara.